# Frans Stoppelman
Frans Stoppelman (Ámsterdam, Países Bajos, 9 de enero de 1921 - Ciudad de México, México, 15 de octubre de  2007) fue un fotógrafo neerlandés que trabajaba en Latinoamérica. Él era reconocido por sus fotografías de situaciones extrañas. Sus fotos fueron publicados en Life, Quick, Stern y Paris-Match entre otros. Norbert Olthuis pintó en 1965 su retrato, aquí presentado, que se encuentra en el Joods Historisch Museum en Ámsterdam.

## Vida
Frans Stoppelman nació el 9 de enero de 1921 en Ámsterdam. Su padre era comerciante de productos textiles. Stoppelman compró su primera camera, un Kodak Brownie, con coupones de ahorro de una marca de detergente. Después de la muerte de su madre dejó la escuela y salió de la casa.
Debido a su ascendencia judía tuvo que huir de los Países Bajos durante la Segunda Guerra Mundial. Se fue a pie a Suiza donde llegó el 13 de abril de 1942. Lo internaron en el campamento de refugiados en Les Verrières. Allí hizo su primer reportaje fotográfico, que hoy se encuentra en el Joods Historisch Museum en Ámsterdam. Le permitieron estudiar en la academia de fotografía en Lausana. Después de la guerra permaneció un tiempo en Suiza como fotógrafo de prensa.

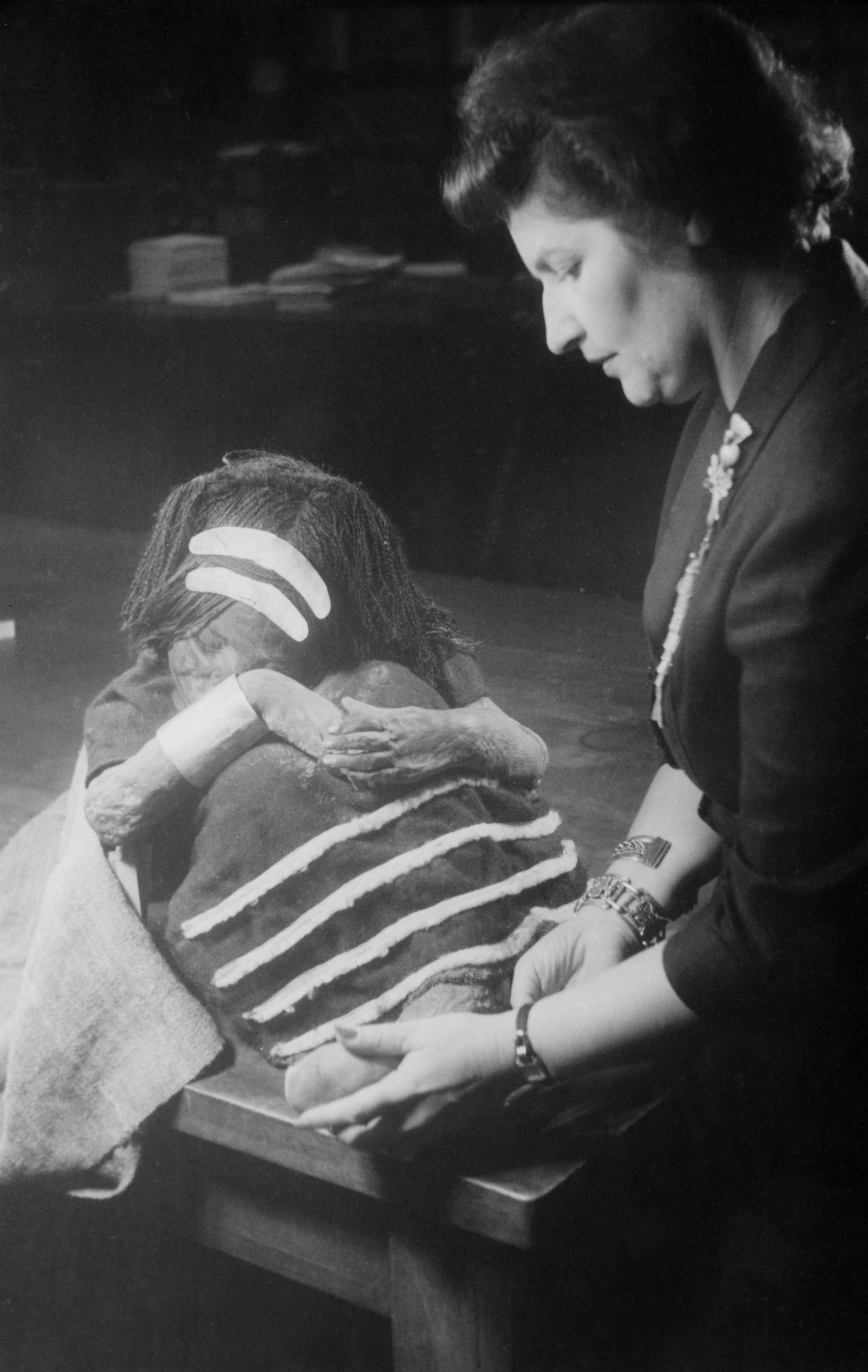
Grete Mostny y el Niño del Cerro de Plomo

En 1949 emigró a Chile. Un día tomaba fotos de niños en una piscina y resulta que entre ellos estaban los hijos del director nacional de Carabineros. Le ofreció un puesto de fotógrafo de Carabineros. Su ojo para las situaciones absurdas con mensaje le significaron el reconocimiento internacional. La revista Life publicó su foto de personas agolpeándose para subir a la primera escalera mecánica del país. En 1954 se encontró al Niño del Cerro el Plomo y Stoppelman le hizo un retrato junto con la Directora del MNHN, Grete Mostny.
Su trabajo de vez en cuando le llevaba de regreso a Europa. A finales de los años '50 se encontraba en Ámsterdam e hizo un reportaje para la NBC sobre skûtsjesilen, una forma tradicional de velerismo. Le ofrecieron un puesto en la Academia Nacional de Bellas Artes en La Haya pero Stoppelman prefirió regresar a América Latina.
En 1959 se fue a la República Dominicana y poco después a Jamaica. Publicó sus primeros libros con fotos de estos dos países. En 1968 viajó a México para cubrir los Juegos Olímpicos de verano. Stoppelman ganó la medalla de oro para la mejor foto en colores sobre la justa olímpica y con eso su nombre se había establecido. Publicó su tercer libro, esta vez sobre México, con un prólogo de Salvador Novo. Permaneció en México hasta su muerte. En 1977 ganó el tercer lugar en la categoría humor de la World Press Photo.
A Stoppelman le encantaba el circo. Hasta muy avanzada edad frecuentaba el circo Atayde, del cual era miembro honorario.